# Lodbjerg fyr
Lodbjerg fyr är en 35 meter hög angöringsfyr i Thisted kommun på norra Jylland i Danmark. Den byggdes år 1883 av granit från Bohuslän i det som nu är Nationalpark Thy.
Fyren konstruerades av den franska ingenjören Henry Lepaute och invigdes den 28 november 1884. Den var utrustad med en oljelampa och en roterande lins som drevs av ett urverk med ett 270 kg tungt lod. Oljelampan byttes ut mot en fotogendriven brännare med glödnät år 1904, som i sin tur ersattes av en glödlampa år 1955. Fresnel-linsen vrids idag med en elmotor men det gamla urverket och loden finns kvar.
Lodbjerg fyr var bemannad till i början av 2000-talet och i fyrvaktarnas arbetsuppgifter ingick  bland annat att rapportera de fåglar som dödats när de flög in i fyren till Zoologisk Museum.
När den kulturskyddade fyren byggdes bestod området av sanddyner, men för att bromsa sandflykten planterades tallskog i Lodbjerg Klitplantage öster om fyren. Den har renoverats flera gånger och år 1999 byttes koppartaket på fyrlyktan ut. Fyren kan besökas dagtid och i fyrvaktarbostaden finns  ett kafé.